# Alès
Alès è un comune francese di 42 852 abitanti situato nel dipartimento del Gard, nella regione dell'Occitania, sede di sottoprefettura.

## Monumenti e luoghi d'interesse
Monumento cittadino di un certo interesse è la Cittadella, fortificazione fatta erigere da Sébastien Le Prestre de Vauban nel XVII secolo.
 La cattedrale di St-Jean (XII secolo), con facciata del settecento, custodisce una splendida Annunciazione, di Pierre Mignard.

## Società

### Evoluzione demografica
Abitanti censiti

## Economia
La città ha soprattutto una vocazione industriale (importanti stabilimenti siderurgici).

## Amministrazione

### Gemellaggi
- Kilmarnock
- Herstal
- Bílina